# Археологический отголосок «Анжелюса» Милле
«Археологический отголосок „Анжелюса“ Милле» (исп. Reminiscencia arqueológica del Angelus de Millet, 1935 год) — картина испанского художника Сальвадора Дали. Находится в коллекции Музея Сальвадора Дали в Сент-Питерсберге, штат Флорида, США.

## Информация о картине
Данная картина является одной из серии, посвящённой работе «Анжелюс» Жана-Франсуа Милле. К другим работам цикла относятся «Архитектонический „Анжелюс“ Милле» (1933), «Гала и „Анжелюс“ Милле, возвещающий очень скорое появление загадочной картинки конической формы» (1933) и «„Анжелюс“ в усадьбе Перпиньян» (1965).

Это была мгновенная импровизация, которой я предался, прогуливаясь на мысе Креус [...]. Я стал прикидывать, как бы вписались персонажи Анжелюса Милле в две самые высокие скалы. Их расположение в пространстве не менялось по сравнению с картиной, даже сетка трещин-кракелюр сохранялись. А то, что многие детали этих фигур оказались разрушенными эрозией, как раз и позволило отнести их происхождение к временам весьма отдалённым.— Сальвадор Дали